# Denticetopsis praecox
Denticetopsis praecox es una especie de pez de la familia Cetopsidae en el orden de los Siluriformes.

## Morfología
• Los machos pueden llegar alcanzar los 5,3 cm de longitud total.
- Número de  vértebras:  39-40.[1]

## Hábitat
Es un pez de agua dulce y de clima tropical.

## Distribución geográfica
Se encuentran en Sudamérica:  cuenca del río Negro.